# 核战争

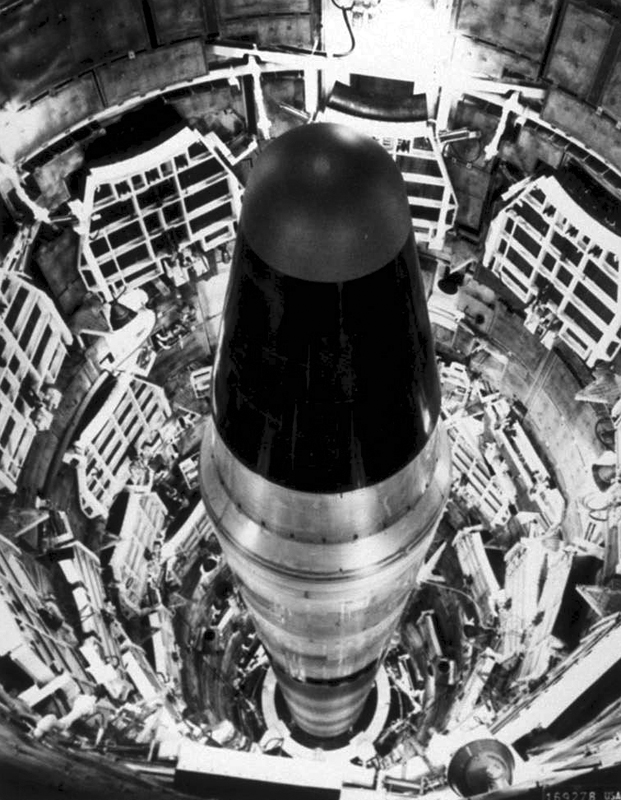
泰坦2號運載火箭洲際彈道飛彈(ICBM) 攜帶的W53核彈頭，這是美國在冷戰期間部署最強大的核武器之一。

核子戰爭，简称核战，是指使用核子武器作戰的战争。
与常规战争相比，核战争可在更短的时间内造成破坏，并且产生持久的放射性后果。大型核交换可能会产生长期影响，主要是释放的放射性尘埃，也可能导致二次影响，例如“核冬天”，核饥荒和社会崩溃。冷战时期的核武库存，甚至是目前各国较小的核武库存导致的全球热核战争，都可能出现各种情况，包括人类物种的灭绝。
迄今为止，唯一一次在武装冲突中使用核武器的例子发生在1945年，美国对广岛和长崎进行了原子弹袭击。1945年8月6日，一枚枪式铀弹（代号“小男孩”）在日本广岛上空引爆。 三天后，即8月9日，一个内爆式钚弹（代号“胖子”）在日本长崎上空引爆。两起爆炸总共造成约20万人死亡，并导致日本投降。
第二次世界大战后，苏联（1949年）、英国（1952年）、法国（1960年）和中华人民共和国（1964年）也研制了核武器。印度（1974年）和巴基斯坦（1998年）这两个公开敌对的国家都开发了核武器。以色列（1960年代）和朝鲜（2006年）也被认为已经发展了核武器储备，但具体数量尚不清楚。以色列政府从未承认或否认拥有核武器，但众所周知以色列建造了制造核武器所需的反应堆和后处理厂。南非也在20世纪80年代制造了几件完整的核武器，但随后成为第一个自愿销毁其国产武器库存并放弃进一步生产的国家（1990年代）。出于测试和实用目的，核武器已被引爆超过2,000次。
1991年苏联解体以及冷战结束后，人们普遍认为美苏两个核超级大国之间发生重大核战争的威胁已经下降。此后，对核武器的关注转向防止核扩散引发的局部核冲突和核恐怖主义威胁。然而，在俄罗斯入侵乌克兰之后，核战争的威胁再次抬头，特别是俄罗斯威胁在入侵期间使用核武器。
自1947年以来，《原子科学家公报》的世界末日时钟就预示着世界离核战争有多近。1953年，在美国和苏联开始试验氢弹后，世界末日时钟被调至午夜前两分钟，之後因為緊張局勢緩解而調後，1991年更被調至午夜前十七分鐘。而在世界领导人未能解决与核武器和气候有关的紧张局势之后，世界末日时钟再度向後調，在2018年，調至跟1953年一樣接近。在2023年以来，时钟已设置为距午夜90秒，这是有史以来最接近的一次，最新一次調整末日鐘（2023年）主要归因于俄罗斯入侵乌克兰引起的核升级风险。

## 种类
核战争可分为两种，每种具有不同的效果，并且可能使用不同类型的核武器进行战斗。
- 第一种是有限核战争，[17]是指核武器的控制使用。例如，针对严格的军事目标使用少量核武器并通过增加使用的武器数量来升级战争规模，或者通过选择不同的目标来升级战争。有限的攻击被认为是针对那些不能组织全面报复攻击的敌人的更可靠手段。[18]

- 第二种是全面核战争，包括使用大量核武器攻击整个国家，包括军事、经济和民用目标。这种攻击几乎会摧毁目标国家的整个经济、社会和军事基础设施，并可能对地球生物圈产生毁灭性影响。[19][20]

亨利·基辛格等一些冷战战略家认为，两个全副武装的超级大国（例如美国和苏联）之间有可能爆发有限核战争。然而，也有一些人预测，有限的战争有可能“升级”为全面核战争。 其他人将有限核战争称为“慢动作的全球核浩劫”，认为一旦发生这样的战争，其他国家肯定会在几十年内跟进，以同样的方式使地球变得无法居住。超级大国之间的“全面核战争”只会花费更长（而且可以说更痛苦）的道路才能达到同样的结果。
即使是对全面核战争影响的最乐观的预测也估计会有数百万受害者在短时间内死亡。此类预测包括对文明延续至关重要的机构、政府、专业和商业的崩溃。由此造成的重要供给（食品、水和电力的生产和分配、医疗和信息服务等）的丧失将导致数百万人死亡。更为悲观的预测认为，全面核战争可能会导致人类灭绝，或者至少接近灭绝，幸存者数量相对较少（主要在偏远地区），生活质量下降。全球核战争这样的可怕灾难几乎肯定会对地球上最复杂的生命、生态系统和全球气候造成永久性损害。
2006年12月美国地球物理联盟年会上提出的一项研究声称，即使是小规模的区域核战争也可能造成与第二次世界大战一样多的直接死亡人数，并在十年或更长时间内扰乱全球气候。 在区域核冲突场景中，亚热带的两个敌对国家各自在主要人口中心使用了50枚广岛大小的核武器（每枚约15吨），研究人员预测每个国家的死亡人数为260万人至1670万人。该研究的作者估计，可能会释放多达500万吨的烟尘，使北美北美和欧亚大陆欧亚大陆的大片地区（包括大部分谷物种植地区）的温度下降几度。研究人员表示，这种冷却将持续数年，并且可能是“灾难性的”。
在发生意外核战争时，无意引发核武器的使用，但也可能发生有限或全面的核交锋。这种情况的假设触发因素包括早期预警装置或瞄准计算机故障、流氓军事指挥官蓄意渎职、战机意外误入敌方领空的后果、紧张外交期间对未经宣布的导弹试验的反应、对军事演习的反应、错误翻译或错误传达的信息等。

## 歷史

### 1940年代

#### 广岛和长崎原子弹爆炸

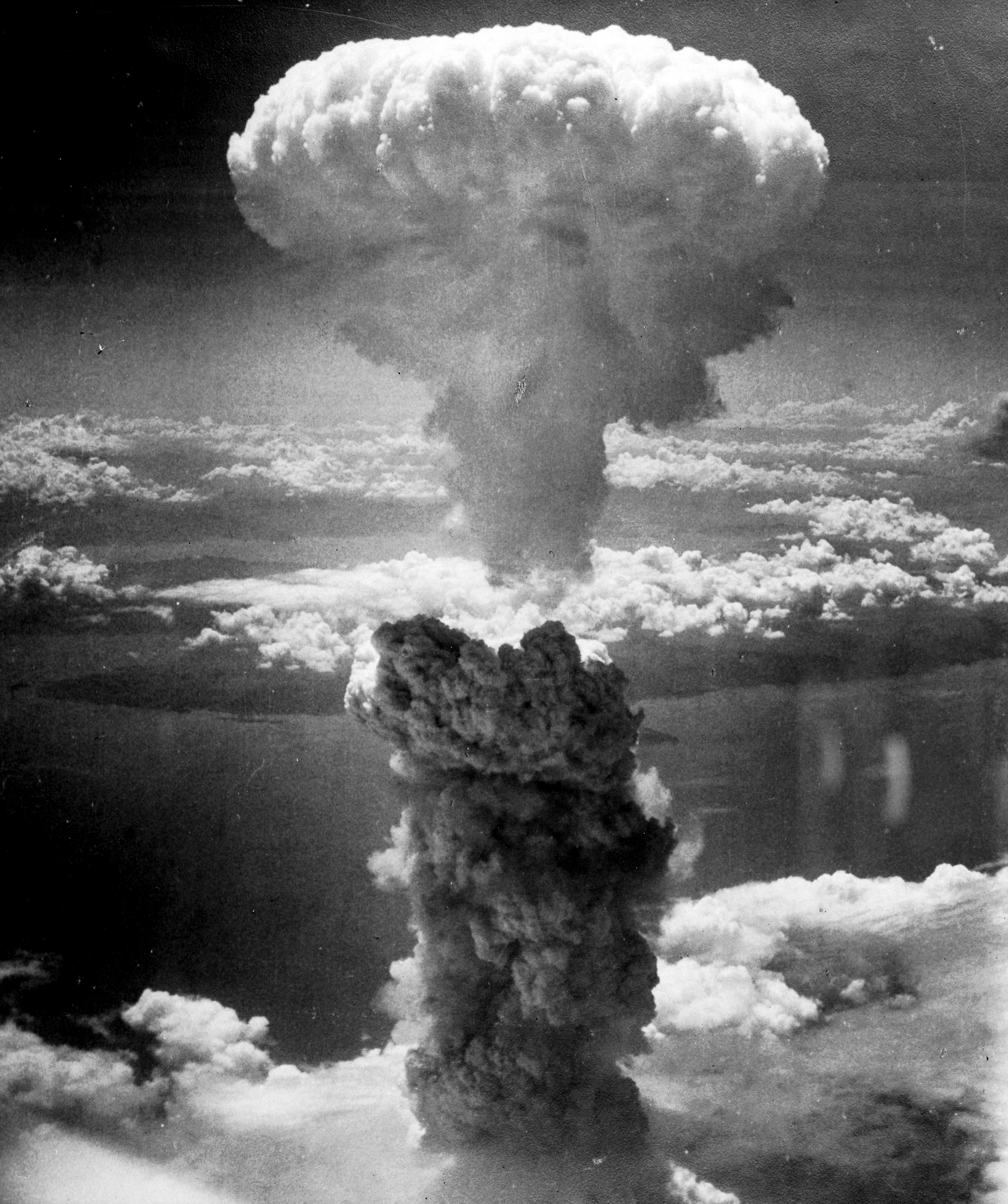
1945年8月9日早晨，长崎上空原子爆炸产生的蘑菇云升到18,000米（59,000 英尺）高的空中。

1945年二战末期，美国对日本的广岛和长崎两座城市进行了原子弹袭击，第一次是在1945年8月6日，第二次是在1945年8月9日。是唯一一次将核武器用于实战的战斗。
在原子弹爆炸前的六个月，由柯蒂斯·李梅将军领导的美国空军对日本城市进行了燃烧弹袭击。对日本本土发动的最具破坏性的空袭不是核打击，而是对东京的燃烧弹袭击。1945年3月9日至10日夜间，“会议室行动”开始，334架B-29轰炸机进行袭击，其中的279架向东京投掷了1,665吨燃烧弹和爆炸物。轰炸的目的是烧毁木制建筑，而爆炸引起的火灾产生了50 m/s的风，相当于龙卷风的风速。每架轰炸机携带6吨炸弹，这次爆炸共使用了381,300枚炸弹，总计1,783吨炸弹。空袭发生后的几个小时内就造成了约10万人死亡，摧毁了41平方公里的城市面积和267,000栋建筑——这是军事航空史上除广岛和长崎原子弹袭击之外最致命的轰炸袭击。到1945年8月初，美国对的日本67个城市进行燃烧弹轰炸，大约有45万人死亡。
1945年6月下旬，当美国结束了历时两个半月的冲绳岛战役时，它即将实施代号为“没落行动”的行动入侵日本本土。根据之前战役中美军的伤亡情况，美国指挥官估计，在入侵日本本土时，将有5万至50万美军死亡，至少60万至100万人受伤。在美国入侵日本期间，由于预计会造成大量人员伤亡，美国制造了50万枚紫心勋章，由此可见它的致命性和代价有多大。哈里·S·杜鲁门总统意识到他无法承受如此可怕的伤亡率，特别是已经有超过40万战斗人员在欧洲和太平洋战区丧生。
1945年7月26日，美国、英国和中华民国发表波茨坦公告，要求日本无条件投降。声明称，如果日本不投降，它将面临“迅速彻底的毁灭”。日本政府无视这一最后通牒，发出了他们不会投降的信息。作为对拒绝的回应，杜鲁门总统授权投放原子弹。虽然美国本土正在生产更多原子弹，但此时只有两枚原子弹可投入使用，第三枚原子弹要等到九月才能投入战斗。

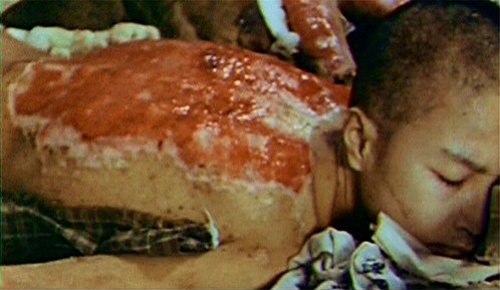
1946年1月，由美国海军陆战队摄影师拍摄的谷口稜曄背部受伤的照片

1945年8月6日，代号“小男孩”的原子弹在日本广岛市上空引爆，能量约为15千吨TNT，摧毁了近50,000座建筑物并杀死约7万人，其中包括2万名日本战斗人员和2万名朝鲜奴隶劳工。三天后，即1945年8月9日，代号“胖子”的原子弹袭击了日本长崎市，爆炸威力相当于约20千吨TNT，摧毁了该市60%的面积，造成约35,000人死亡，其中包括23,200-28,200 名日本军工人员、2,000名朝鲜奴隶劳工和150名日本战斗人员。
长崎爆炸六天后，日本于1945年8月15日宣布向同盟国投降，并于1945年9月2日签署投降书，第二次世界大战正式结束。两次原子弹爆炸在一定程度上致使日本在战后采纳了无核三原则，禁止本国发展核武器。

#### 日本原子弹爆炸后不久
1945年7月16日，美国的三位一体核试验成功，这是历史上第一次核爆炸，曼哈顿项目首席工程师罗伯特·奥本海默回忆道：
我们知道这个世界将不一样。有几个人笑，有几个人哭，大多数人都沉默。我记得印度教经典《薄伽梵歌》中的一句话。毗湿奴试图说服王子，他应该履行自己的职责，并以他的多臂形态给他留下深刻的印象，并说：“现在，我变成了死亡，世界的毁灭者。” 我想我们都这么认为。

 — J.罗伯特·奥本海默，投掷炸弹的决定

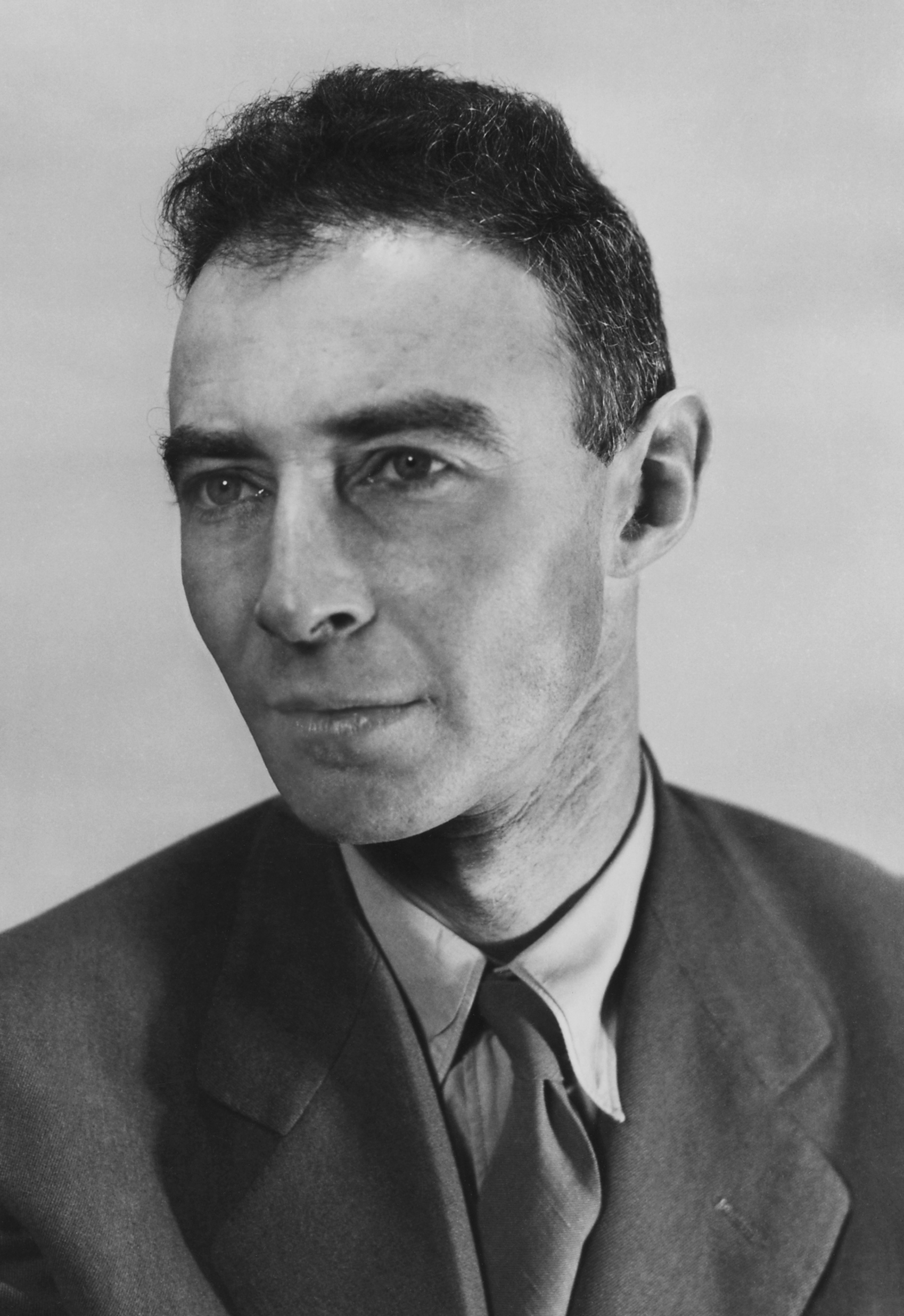
罗伯特·奥本海默

日本原子弹爆炸后，原子武器在国际和军事关系的地位尚不明确。据推测，美国希望原子武器能够抵消苏联在东欧部署的大规模地面部队，并迫使苏联领导人约瑟夫·斯大林做出让步。在斯大林的领导下，苏联通过科学研究与针对美国核计划的间谍活动相结合，发展自己的原子能力。苏联认为，美国的核武库有限，不太可能卷入任何新的世界大战；而美国则不相信自己能够阻止苏联接管欧洲，虽然他们拥有核优势。
在美国，生产和开发核武器的权力不再由军方控制，而是置于美国原子能委员会的民事控制之下。这一决定反映了一种认识，即核武器具有与当时已知的其他军事技术不同的独特风险。

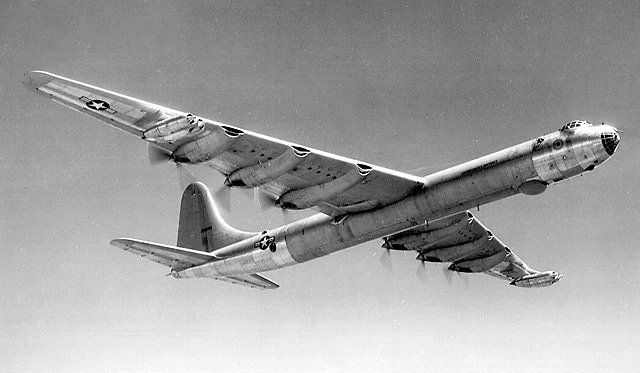
康维尔B-36轰炸机

二战结束后的几年，美国发展了一支以B-36轰炸机为基础的战略部队，能够从美国境内的轰炸机基地攻击任何潜在的敌人。美国在世界各地部署了原子弹，以用于冲突。几年来，美国国防界的许多人越来越相信美国在核攻击面前是无敌的。人们普遍认为核武器的威慑将阻止对潜在敌人美国的任何打击。
人们提出了许多建议，将美国所有核武器置于国际控制之下（例如，由新成立的联合国控制），以阻止其使用和军备竞赛。然而并未能达成美苏双方都同意的条款。

美国和苏联/俄罗斯的核武库存

1949年8月29日，苏联在哈萨克斯坦的塞米巴拉金斯克试验了第一枚核武器。曼哈顿计划的美国科学家警告说，随着时间的推移，苏联肯定会发展自己的核能力。这对美国军事战略和规划的影响是巨大的，因为美国军事战略家没有预料到苏联会这么快“赶上”。然而，此时他们还没有发现苏联通过潜伏在洛斯阿拉莫斯国家实验室的间谍对该项目进行了重大核间谍活动，包括理论物理学家克劳斯·福克斯。同年，第一个美苏核战争计划在美国制定，即“空投行动”。
随着核技术垄断被打破，全球核扩散加速。 英国于1952年试验了第一颗独立原子弹，法国于1960年研制出了第一颗原子弹，中国于1964年研制出了第一颗原子弹。虽然西欧的核武库比美国和苏联小得多，但尽管如此，核储备仍然是冷战期间各国战略规划的一个重要因素。英国皇家空军于1959年为英国政府编写的一份绝密白皮书估计，携带核武器的英国轰炸机有能力摧毁苏联的主要城市和军事目标，估计造成1600万人死亡。

### 1950年代

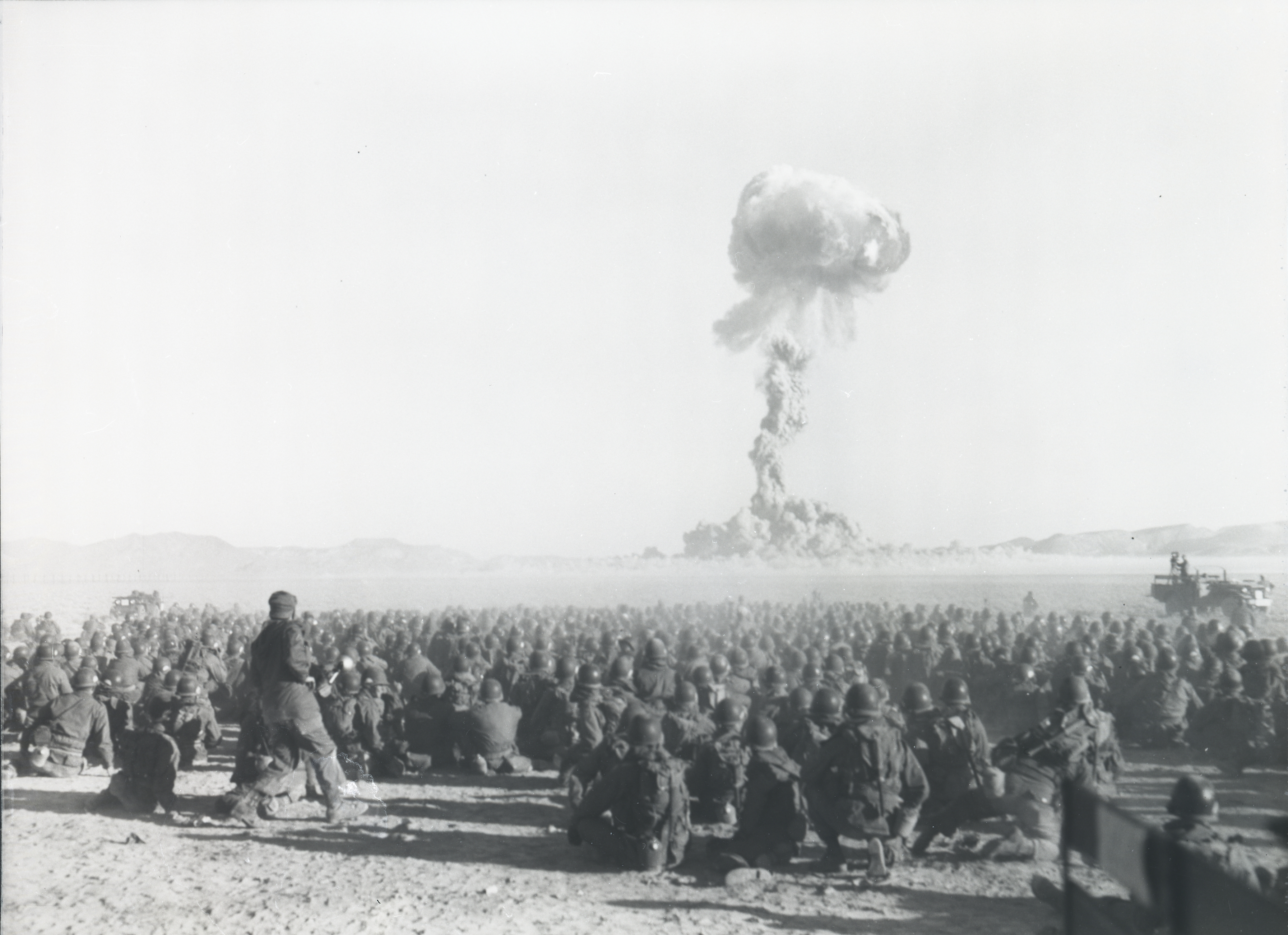
美国和苏联进行了数百次核试验，包括朝鲜战争期间美国内华达试验场进行的“沙漠岩石”演习，以便让其士兵熟悉围绕核爆炸进行的行动和反措施，由于朝鲜战争感受到了共产主义的威胁扩张。

虽然冷战初期苏联就拥有核武器，但美国在轰炸机和武器性能方面仍然占据优势。在任何交战中，美国都有能力轰炸苏联，而苏联则难以执行相反的任务。
喷气动力拦截机的广泛使用降低了美国轰炸机机队的效能，从而在一定程度上打破了这种不平衡。1949年，柯蒂斯·李梅被任命为战略空军司令部司令，并制定了一项计划，将轰炸机机队升级为全喷气式飞机。20世纪50年代初B-47和B-52投入使用，提供了更轻松地轰炸苏联的能力。在苏联发展出一支强大的战略导弹部队之前，西方国家的大部分作战理论都是围绕使用大量小型核武器来发挥战术作用。然而，这种使用是否可以被视为“有限”是有争议的。人们认为，如果苏联针对民用目标部署任何类型的核武器，美国将使用自己的战略武器（当时主要是轰炸机）。将军道格拉斯·麦克阿瑟被杜鲁门总统解雇，部分原因是他在朝鲜战争期间坚持要求允许使用自己的自由裁量权来决定是否对中华人民共和国使用核武器。
中共领导人毛泽东给别人的印象是，他欢迎与资本主义国家进行核战争，因为这将消灭他所认为的“帝国主义”体系。
“让我们想象一下，如果战争爆发，将会有多少人死亡。世界上有27亿人口，其中三分之一可能会消失。如果再高一点，就一半了……我说，万一最坏的情况，一半死了，还有一半，但是帝国主义就会被夷为平地，全世界都会被夷为平地。将成为社会主义者。几年后，人口又将达到27亿。

——毛泽东，1957年”
1951年夏天，“Vista计划”启动，罗伯特·F·克里斯蒂等项目分析师研究了如何保卫西欧免受苏联入侵。战术核武器的新兴发展被视为一种手段，可以使西方军队相对于苏联在常规武器方面的数量优势获得质的优势。
20世纪50年代，人们对苏联战略轰炸机部队能力的增强感到担忧。美国的反应是在大城市附近部署相当强大的“分层防御”，包括拦截机和防空导弹（如“耐克”）和高射机枪（如M51扫天机）。然而，与庞大的核轰炸机机队相比，这只是一个小的部分。主要的核战略是大规模进攻苏联，由于无法以任何可信的方式防御如此大的地区来抵御这种压倒性的攻击。
这种逻辑在美国的核理论中根深蒂固，并在冷战期间的大部分时间里持续存在。只要美国的战略核力量能够压倒苏联核力量，苏联的先发制人打击就可以避免。而且，苏联无力建立合理的反制力量，美国的经济总量远远大于苏联，无法实现“核平价”。
然而，苏联的核理论与美国的核理论并不相符。苏联军事规划者认为他们可以赢得核战争。因此，他们预计会发生大规模核交锋，随后爆发一场“常规战争”，而这场战争本身将大量使用战术核武器。相互保证毁灭能力必然要求对方以大致相同的方式看待事物，而不是像苏联那样相信他们可以进行大规模的战斗，“核战争与常规战争相结合”。
苏联进行了大规模的军事演习，探索核战争期间防御性和进攻性战争的可能性。演习代号为“雪球”，引爆了一颗核弹，其威力约为长崎投下的核弹的两倍，约45,000名士兵立即在震源处进行演习。演习于1954年9月14日在俄罗斯奥伦堡州托茨科耶村以北进行，由格奥尔吉·朱可夫元帅指挥。
随着洲际弹道导弹(ICBM)的推出，核战略思想发生了一场革命，苏联于1957年8月首次成功测试了洲际弹道导弹。为了将弹头发射到目标，导弹速度更快、成本效益更高。与轰炸机相比，由于洲际弹道导弹的拦截难度巨大（由于其高度和极速），因此具有更高的生存能力。 苏联现在有能力在原始数量上实现与美国的核均势，但有一段时间他们选择不这样做。
苏联导弹发射场的照片在美国军方引起了恐慌，几个月后人造卫星的发射给美国公众带来了恐慌。当时的美国政客，参议员约翰·F·肯尼迪提出，苏联和美国之间存在“导弹差距”。美国军方将导弹开发计划列为国家最高优先事项，并设计和部署了多架间谍飞机和侦察卫星来观察苏联的进展。
早期的洲际弹道导弹和轰炸机相对不准确，这导致了反价值打击的概念——直接攻击敌方人口，理论上会导致敌人战斗意志的崩溃。冷战期间，苏联投资建设了广泛的受保护民用基础设施，例如大型“防核”掩体和不易腐烂的食品商店。相比之下，美国从20世纪50年代开始制定了较小规模的民防计划，学校和其他公共建筑的地下室备有不易腐烂的食品、罐装水、急救、剂量计和盖革计数器辐射测量装置。许多地点都标有“辐射避难所”标志。 采用了CONELRAD无线电信息系统，在发生民防紧急情况时，商业无线电部门（后来由国家紧急警报中继器补充）将在两个AM无线电频率上进行广播。这两个频率（640kHz和1240kHz）在当时收音机的调谐表盘上用小CD三角形标记，如今在线拍卖网站和博物馆的1950年代老式收音机上仍然可以看到。除此之外还有私人建造的小型避难所。
亨利·基辛格在1957年备受争议的著作《核武器与外交政策》中对战术核战争的看法是，任何以空爆方式爆炸的核武器，其当量低于500吨，从而避免严重后果，可能更具决定性，对人类生命造成的损失也更小，而非持久的常规战争。
美国国家档案和记录管理局于2015年12月某个时间发布了美国制定的目标清单。用于描述目标的语言是“指定零点”。该名单是在2006年乔治华盛顿大学研究小组成员威廉·伯尔提出请求后发布的，该名单属于一份先前绝密的800页文件。该清单题为“1959年原子武器需求研究”，由美国战略空军司令部于1956年编制，是冷战时期美国空军制定的核打击目标。

### 1960年代

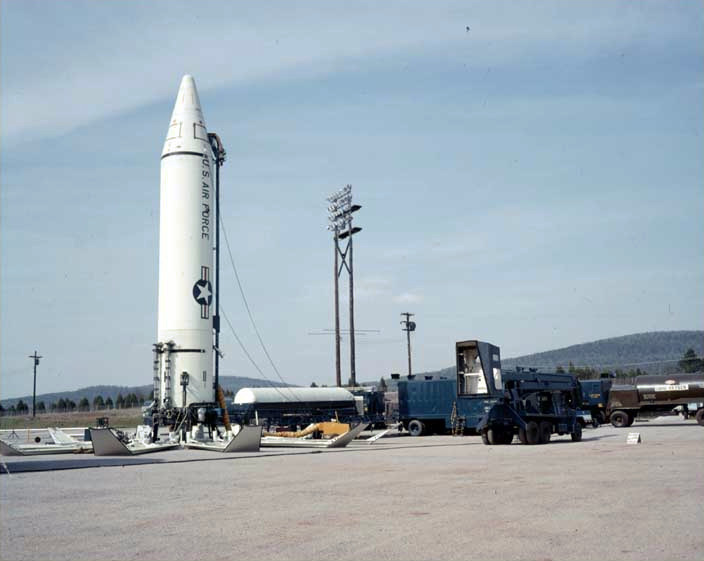
1961年，意大利和土耳其部署了100多枚能够用核弹头打击莫斯科的美国导弹

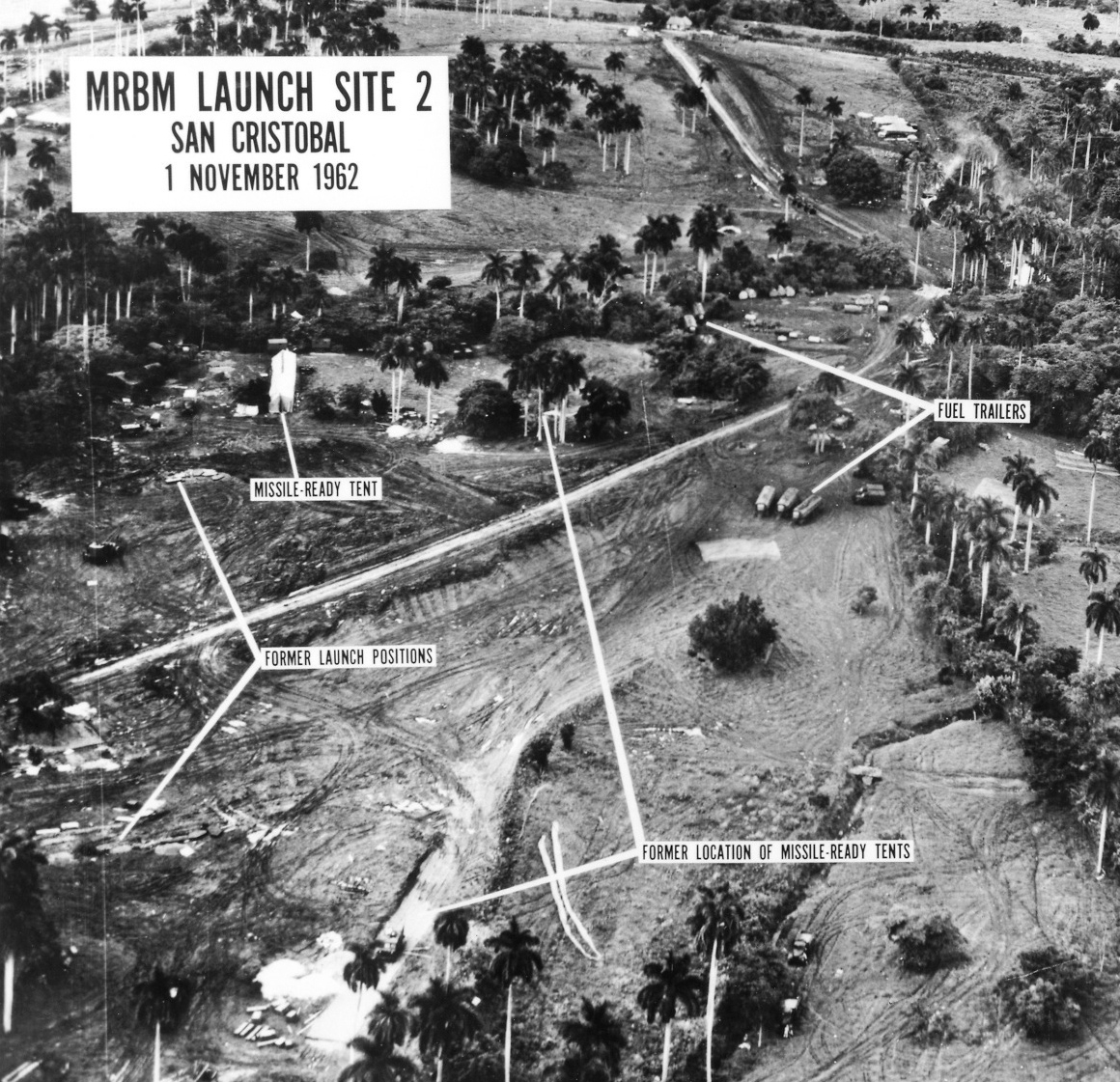
古巴圣克里斯托瓦尔MRBM发射场，由RF-101拍摄的侦察照片（1962 年）

1960年，美国制定了第一个单一综合作战计划，包括一系列目标选择，并描述了核武器的发射程序和目标集，在1961年至2003年期间使用。美国的导弹防御警报系统启动，由12颗预警卫星组成的系统，为1960年至1966年间苏联洲际弹道导弹的发射提供有限通知。弹道导弹预警系统于1964年完成。
苏联于1961年10月30日测试了有史以来威力最大的原子弹“沙皇炸弹”，威力相当于5000万吨普通炸药。1962年，古巴导弹危机爆发，局势复杂令人担忧。苏联在距离美国140公里的地方部署了中程弹道导弹，对美国部署在土耳其的木星导弹的直接回应。经过激烈的谈判，苏联最终从古巴撤走了导弹，并决定制定自己的大规模武器制造计划。作为交换，美国也拆除了位于土耳其的发射场，但这是秘密进行的，二十多年来没有公开披露。当苏共第一书记尼基塔·赫鲁晓夫因危机处理不当而受到政敌攻击时，他甚至没有透露协议的这一部分。危机期间的通讯延误导致后来的莫斯科-华盛顿热线的建立，以实现两个核大国之间可靠、直接的通讯。
到了20世纪60年代末，美苏的洲际弹道导弹和弹头数量都非常多，以至于人们相信美国和苏联都有能力彻底摧毁对方的基础设施和大部分人口。于是，一些西方博弈论学家提出了一种被称为“相互保证毁灭”（MAD）的均势体系。 人们认为，大国之间的全面对抗不会产生彻底的胜利者，最多只有一方成为代价高昂的胜利者。因此，双方都不敢冒险发起直接对抗，而是被迫进行低强度的代理人战争。
在这十年间，中华人民共和国在中苏分裂后开始建设地下基础设施，例如131号地下工程。
MAD理论的一个缺点是，在任何一方都没有有意先发动攻击的情况下，可能会发生核战争。 早期预警系统（EWS）容易出错。例如，仅1979年就有78次召开“导弹展示会议”来评估“对北美大陆构成潜在威胁”的探测结果。1983年9月26日，斯坦尼斯拉夫·彼得罗夫收到了美国对苏联发动首次打击的迹象，但他认定这是虚惊一场。虽然尚不清楚彼得罗夫的行动在这次事件中对防止核战争发挥了什么作用，但他的行动受到了联合国的表彰。
类似的事件在美国多次发生，原因是计算机芯片故障、对大雁飞行的错误识别、测试计划以及官僚机构未能通知早期预警军事人员合法发射测试或气象导弹。多年来，美国空军的战略轰炸机一直“全天候”每天轮流在空中飞行。

### 1970年代
1973年10月6日，当叙利亚坦克横扫戈兰高地时，以色列在内盖夫沙漠下的一个隧道中集结了13枚核武器，以应对阿拉伯国家在赎罪日战争的袭击。1973年10月8日，以色列总理戈尔达·梅厄授权国防部长摩西·达扬启动13枚以色列核弹头并将其分发给以色列空军，以便在以色列被占领时使用它们。
1973年10月24日，当美国总统理查德·尼克松全神贯注于水门事件的丑闻时，亨利·基辛格下令发布DEFCON-3警报，为美国B-52核轰炸机做好战争准备。情报显示，苏联正准备在赎罪日战争中保卫埃及。如果以色列像它准备的那样向埃及或叙利亚投放核武器，那么苏联就会对以色列进行报复，美国承诺向以色列提供援助，这可能会升级为全面核战争。
到20世纪70年代末，美国和苏联以及世界其他地区的人们已经接受了“相互确保毁灭”（MAD）的概念大约十年，并且它已经深深地融入了人们的心理以及流行文化。
1974年5月18日，印度在博克兰试验场进行了首次核试验。行动的名称是“微笑佛陀”，印度将这次试验称为“和平核爆炸”。
苏联杜加超视距预警雷达系统于1976年投入运行。该系统所需的极其强大的无线电传输导致民用短波广播受到严重干扰，因此获得了“俄罗斯啄木鸟”的绰号。
任何核冲突最终都会升级的想法对军事战略家来说是一个挑战。对于美国及其北约盟国来说，这一挑战尤为严峻。人们相信苏联坦克对西欧的进攻将很快压倒北约常规部队，所以西方有必要升级使用战术核武器，其中之一就是W-70。
这一战略有个重大的缺陷，军事分析家很快就认识到了这一缺陷，但美国军方却对其严重低估：欧洲战区的北约常规部队在数量上远远落后于苏联和华沙条约部队，而且假设一旦苏联发动重大攻击（通常设想为“红色坦克驶向北海”的情景），北约面对快速的常规失败，很快将别无选择，只能诉诸战术核打击 这些力量。 大多数分析人士一致认为，一旦发生第一次核交锋，全球核战争升级可能将不可避免。1979年的绝密演习“莱茵河七日”模拟了华沙条约组织对北约和华沙条约部队之间核战争的设想。英国政府在1980年初通过“方腿”演习模拟了苏联核攻击的设想。
欧洲各国纷纷修建大型核武器储存区，以应对美国和欧洲当地军队的撤退，因为苏联的北约常规防御系统“REFORGER”被认为只能在短时间内拖延苏联的步伐。

### 1980年代

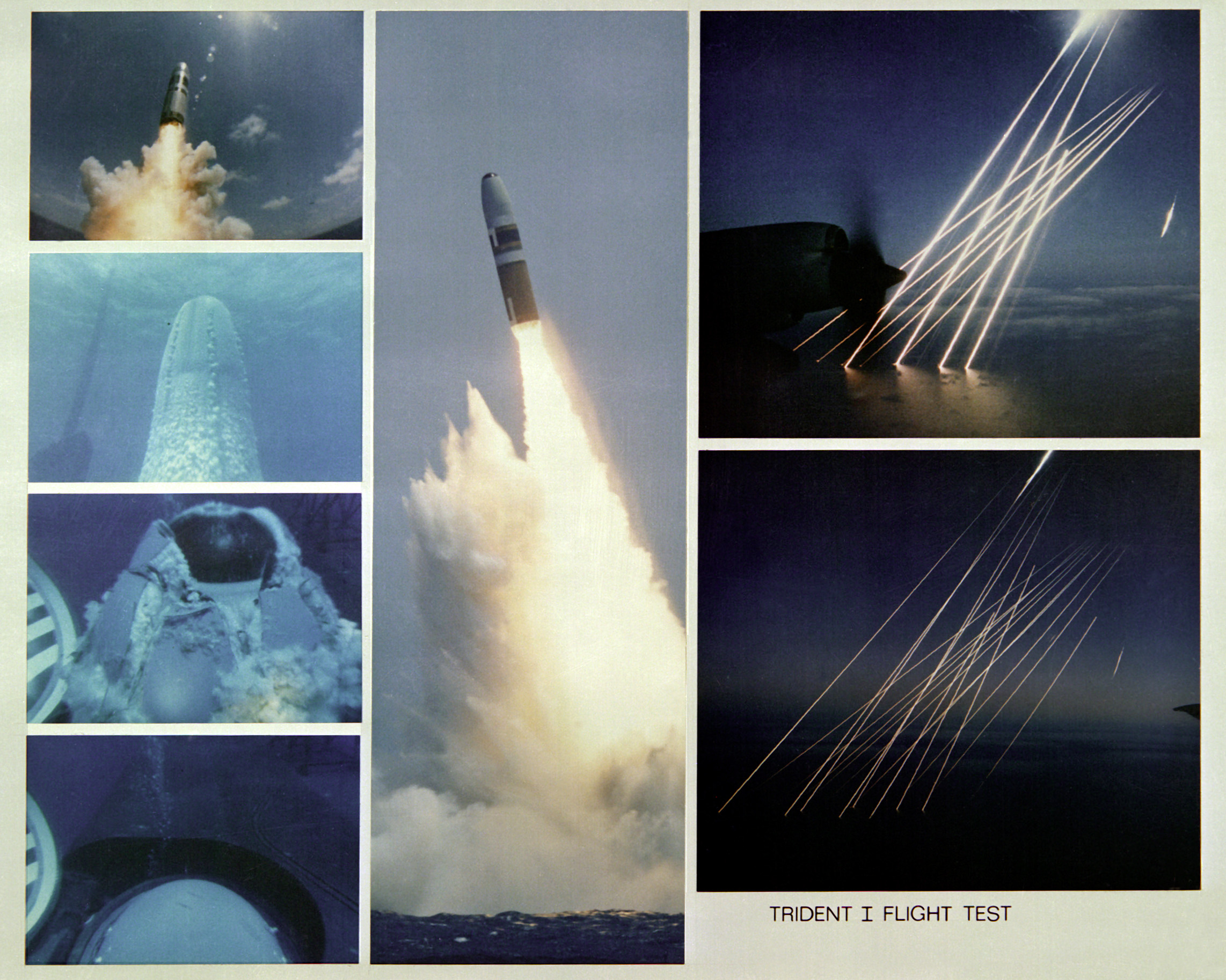
三叉戟C4潜射弹道导弹的发射蒙太奇及其再入飞行器的路径。

1990年估计的苏联洲际弹道导弹的主要反作用力目标。由此产生的放射性尘埃以最暗的颜色表示，被认为对较小的尘埃黄色区域具有致命性。

在20世纪70年代末，特别是总统罗纳德·里根领导的1980年代初，美国重申了建设军队的承诺，这需要大幅增加美国的军费开支。这些计划最初是美国前总统吉米·卡特国防预算的一部分，其中包括常规武器和核武器系统的支出。在里根的领导下，战略防御计划等防御系统也受到了重视。
核学说的另一个重大转变是潜射弹道导弹（SLBM）的开发和改进。它被许多军事理论家誉为一种可以减少核战争可能性的武器。潜射弹道导弹几乎可以在世界任何地方“隐形”（大大降低可探测性）移动，赋予一个国家“二次核打击”能力（即在吸收“第一次打击”后）。在潜射弹道导弹出现之前，军事家担心，如果一个国家确信这样的打击将使敌人的核武库丧失能力，从而使报复变得不可能，那么它可能会忍不住发起第一次打击。随着潜射弹道导弹的出现，没有哪个国家能够确定第一次打击就能摧毁敌人的整个核武库。相反，它不得不担心潜射弹道导弹几乎肯定会发动第二次报复性打击。因此，一次打击是一个不太可行（或可取）的选择，而且故意发动核战争也不太现实。
人们很快意识到潜艇可以在不被发现的情况下接近敌方海岸线，并将预警时间（检测到导弹发射和导弹撞击之间的时间）从长达半小时缩短到可能不到三分钟。这种影响对美国、英国和中国尤其重要，它们的首都华盛顿特区、伦敦和北京都位于距海岸160公里以内。由于莫斯科距离大海很远，因此免受此类威胁的安全性要高得多。这极大地增加了一个派系“突然袭击”的可信度，理论上可以在下令进行任何反击之前摧毁或扰乱目标国家的指挥链（称为“斩首袭击”）。它强化了核战争可能“获胜”的观念，不仅导致紧张局势大大加剧，对失败致命控制系统的呼声日益高涨，而且导致军费开支急剧增加。潜艇及其导弹系统非常昂贵，一艘装备齐全的核动力和核武装导弹潜艇的成本可能比一个发展中国家的国民生产总值还要高。据统计，最大的成本来自于发展海基和陆基反潜防御系统以及完善和加强“指挥系统”，所以军费开支猛增。
南非在20世纪70年代和80年代初发展了核武。在20世纪90年代初被拆除之前，它曾短暂运行过。

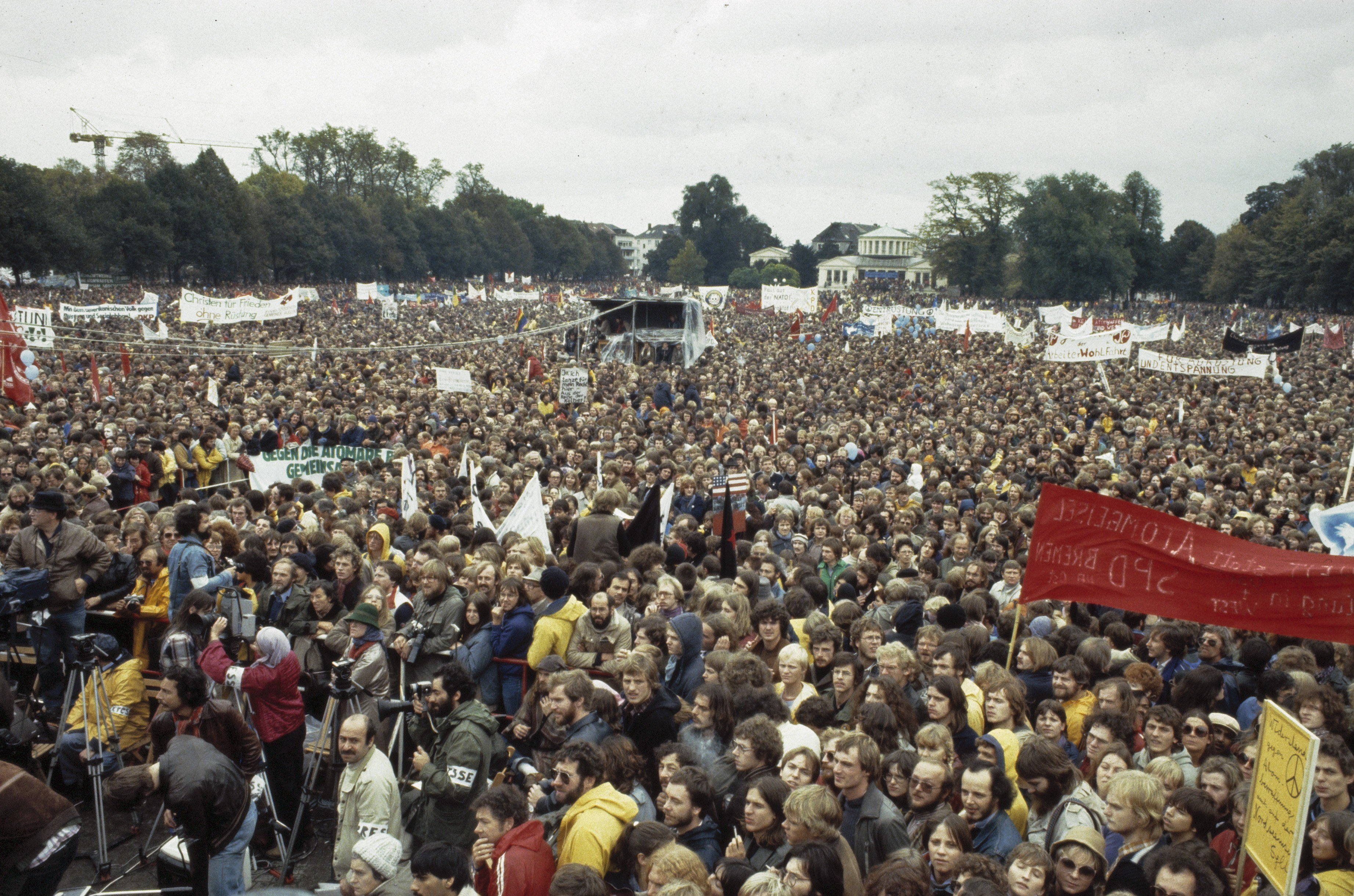
西德民众抗议在欧洲部署潘兴II导弹，（西德波恩，1981年）。

根据1980年联合国的报告《全面彻底裁军：对核武器的全面研究：秘书长的报告》，估计当时全球一共存在约4万枚核弹头，总爆炸当量约13,000兆吨。相比之下，有记录以来最大规模的火山喷发是1815年坦博拉火山喷发，由于全球排放的硫酸盐气溶胶和火山灰水平变暗，将1816年变成了无夏之年，爆发力约为330亿吨TNT或33,000兆吨TNT，大约是220万枚广岛原子弹，并喷射出175立方公里（42立方米）的大部分岩石/火山灰，其中包括1.2亿吨二氧化硫（上限估计）。大约74,000年前，多巴山发生了一次较大的喷发，产生了2,800立方公里的火山灰，形成了多巴湖，并产生了估计60亿吨（6.6×109 短吨）的二氧化硫。喷发的爆炸能量可能高达相当于20,000,000兆吨的TNT 而小行星造成的希克苏鲁伯撞击，与恐龙的灭绝有关，至少相当于70,000,000吨能源，大约是美国和苏联最大武库的7000倍。
然而，由于释放的气溶胶不同、核武器可能的空气爆炸引信高度以及这些潜在核爆炸的全球分散位置都与超级火山喷发的单一和地下性质形成鲜明对比，与超级火山的比较更具误导性，而不是有帮助。此外，假设全世界所有武器库存都集中在一起，由于核自相残杀效应，很难确保单个武器同时全部爆炸。尽管如此，许多人认为，通过核冬天效应，全面核战争将导致人类灭绝，但并非所有分析家都支持核冬天模型的假设。 
1983年9月26日，斯坦尼斯拉夫·彼得罗夫指挥的苏联预警站错误地探测到5枚来自美国的洲际弹道导弹。彼得罗夫正确地将这种情况判断为虚惊一场，因此没有向上级报告他的发现。他的行为很可能阻止了“第三次世界大战”，因为当时苏联的政策是在发现弹道导弹入境后立即做出核反应。
1983年11月，世界接近核战争爆发的时刻，苏联认为北约的“神箭手83”军事演习是发动首次核打击的诡计或“掩饰”。苏联的回应是提高战备状态并准备立即使用其核武库。演习平安结束后，苏联对袭击的恐惧就消失了。

### 后冷战时期
虽然苏联解体结束了冷战，并大大缓解了美国与苏联正式继承国俄罗斯联邦之间的紧张关系，但由于核武的持续存在，两国仍处于“核对峙”状态。双方都拥有大量可运载核弹头。 此外，冷战的结束也导致美国越来越关注前苏联以外其他国家的核技术发展。1995年，美国战略司令部的一个部门在《冷战后威慑要点》文件中提出了前瞻性战略纲要。
1995年，从安多亚航天中心发射的一枚黑布兰特探空火箭在俄罗斯引起了高度戒备，被称为挪威火箭事件。俄罗斯认为这可能是从美国潜艇发射的核导弹。
1996年，俄罗斯政府设施的延续——科斯文斯基山竣工，据信该山是美国夏延山综合体的对应设施。它的设计目的是为了抵御美国的钻地核弹头，并且据信是俄罗斯战略火箭军备用指挥所的所在地，该指挥所是为弥补旧苏联时代莫斯科指挥所的脆弱性而建立的总参谋部职位，但战略火箭军的主要指挥所仍然是莫斯科的昆采沃，次要指挥所才是乌拉尔山脉的科斯文斯基山。科斯文斯基设施竣工日期的时间安排被视为美国利益的一种解释。

2017年7月7日联合国投票通过《禁止核武器条约》
蓝色：是
红色：否
灰色：未投票

9月11日袭击事件发生后，美国军队将战备水平提高到28年来的最高水平，并首次因非演习事件而关闭了夏延山作战中心的防爆门。但与冷战期间类似的增加不同，俄罗斯立即决定停止在北极地区的大型军事演习，以尽量减少发生事件的风险。
联合国裁军委员会前主席表示，目前有超过1.6万枚战略和战术核武器可供部署，另有1.4万枚在库，其中美国有近7000枚可供使用，3000枚在库，俄罗斯约有8500枚 可供使用，储存量为11,000个。此外，中国被认为拥有约400枚核武器，英国约200枚，法国约350枚，印度约80-100枚，巴基斯坦约100-110枚。朝鲜被确认拥有核武器，但不知道有多少核武器，大多数估计在1个至10个之间。人们普遍认为以色列也拥有可用的核武器。北约已在比利时、荷兰、意大利、德国和土耳其部署了约480枚美国核武器，据信其他几个国家也在寻求拥有自己的核武库。
巴基斯坦的核政策受到第二次印巴战争的严重影响。1971年的第三次印巴战争和印度的核计划在巴基斯坦决定拥核方面发挥了重要作用。印度和巴基斯坦都决定不参加《不扩散核武器条约》。由于印度拒绝加入《不扩散核武器条约》并对核武器保持开放态度，巴基斯坦的核政策开始关注印度。印度行动的推动刺激了巴基斯坦的核研究。总统勒菲卡尔·阿里·布托下令启动核武器建设后，巴基斯坦原子能委员会主席乌斯马尼因反对而辞职。1999年巴基斯坦和印度之间的卡吉尔战争发生在双方都获得核武器之后。一些人认为，核武器是南亚次大陆没有爆发大战的原因，但印度和巴基斯坦在克什米尔战争问题上仍存在发生核冲突的风险。2012年，巴基斯坦声称拥有可通过海上交付的核能力，其目的是实现“最低可信威慑”。巴基斯坦的核计划在查盖的试验中达到顶峰，目标之一是抵御潜在的吞并并保持独立。
2000年代和2010年代初核战争的一个关键发展是核武器向发展中国家扩散，印度和巴基斯坦都公开试验了多个核装置，朝鲜于2006年10月9日进行了地下核试验。地质调查局测量到据称朝鲜试验发生的地区发生了4.2级地震。朝鲜政府于2009年5月25日宣布进行进一步试验。与此同时，伊朗已开始实施核计划，该计划虽然正式用于民用目的，但已受到联合国和许多国家的密切关注。
中央情报局最近进行的研究指出，持续不断的印巴冲突是最有可能升级为核战争的“爆发点”。1999年卡吉尔战争期间，巴基斯坦差点使用核武器，以防常规军事局势进一步恶化。巴基斯坦外交部长甚至警告称，它将“使用我们武库中的任何武器”，暗示将对印度进行核打击。该声明遭到国际社会谴责，巴基斯坦随后予以否认。这场冲突仍然是两个宣布拥有核武器的国家之间唯一的（任何形式的）战争。 2001年至2002年的印巴对峙再次引发了两国对核战争的担忧。虽然存在非常严重且相对较新的威胁，但印度和巴基斯坦之间的关系在过去几年中一直在有所改善。但随着2008年11月26日的孟买恐怖袭击事件，紧张局势再次恶化。

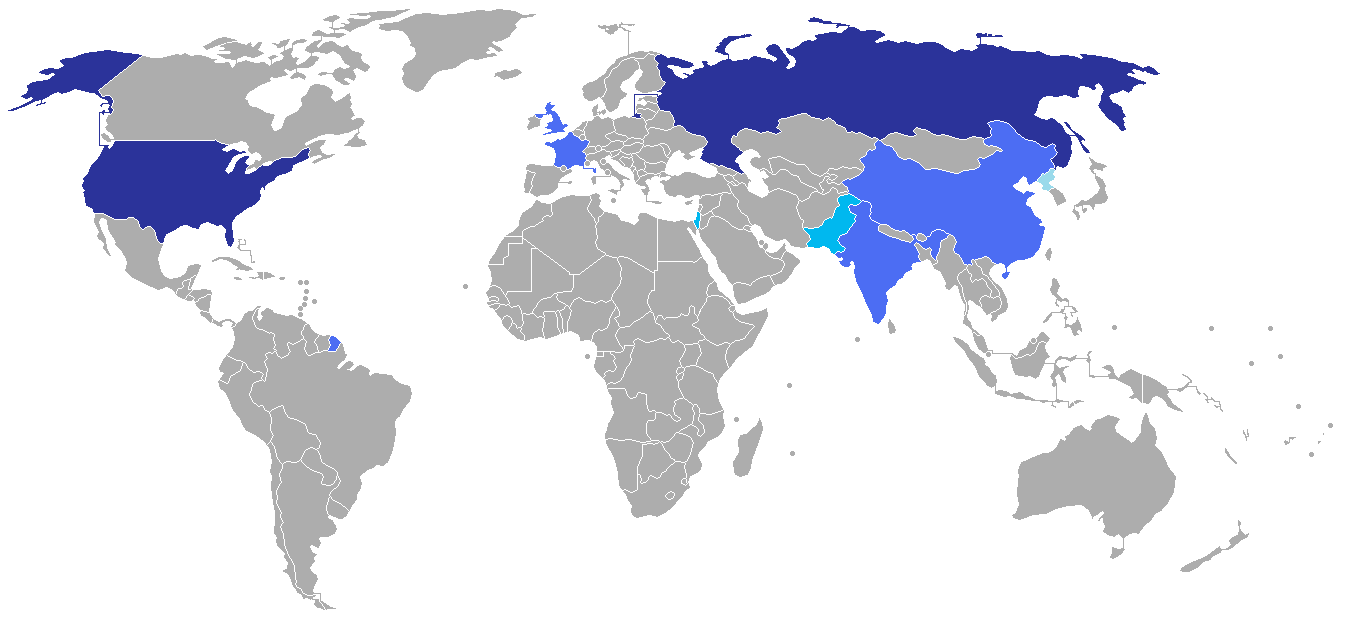
全球范围内的大型库存（深蓝色），全球范围内的较小库存（中蓝色），区域范围内的小型库存（浅蓝色）。

军事分析家认为特别令人担忧的另一个潜在地缘政治问题是美国和中华人民共和国之间可能因台湾问题发生冲突。虽然经济力量被认为减少了军事冲突的可能性，但人们仍然担心中国不断增强的军事实力（中国正在迅速增强其海军能力），并且任何走向台独的举动都可能失控。
据信以色列拥有一百到四百枚核弹头。据称，以色列从德国接收的海豚级潜艇经过改装可携带核武装大力水手巡航导弹，从而赋予以色列二次打击能力。以色列此前曾多次与中东邻国（以及黎巴嫩和巴勒斯坦的其他“非国家行为体”）卷入战争，其狭小的地理面积和人口可能意味着，如果未来发生战争，以色列国防军可能没有多少时间对入侵或其他重大威胁做出反应。在某些情况下，这种情况可能很快升级为核战争。
2013年3月7日，朝鲜威胁美国进行先发制人的核打击。4月9日，朝鲜敦促外国人离开韩国，称两国正处于核战争边缘。4月12日，朝鲜表示核战争不可避免并宣布日本为第一目标。
2014年，当俄罗斯与美国，北约关系因俄乌战争而恶化时，俄罗斯国有电视频道“俄罗斯1”表示，“俄罗斯是世界上唯一真正有能力把美国变成放射性灰烬的国家”。美国国防部长阿什·卡特考虑提议在欧洲部署地面发射的巡航导弹，以先发制人地摧毁俄罗斯武器。
2017年8月，朝鲜警告称，在朝鲜和美国政府相互威胁后，可能会向关岛29至39公里以内的水域发射中程弹道导弹。朝鲜和美国之间的紧张局势不断升级，包括两国都威胁可能对彼此使用核武器，促使夏威夷加强了戒备状态。 2018年1月13日在夏威夷各地广播的感知到的弹道导弹威胁是虚假的导弹警报。
2018年10月，前苏联领导人米哈伊尔·戈尔巴乔夫评论说，美国退出《中导条约》“不是伟大思想的杰作”，并且“已经宣布了新的军备竞赛”。
2019年初，全球13,865枚核武器中，90%以上由俄罗斯和美国拥有。
2019年，弗拉基米尔·普京警告称，如果美国在欧洲部署中程核导弹，俄罗斯将在欧洲部署核导弹。记者德米特里·基谢廖夫列出了美国境内的目标，其中包括五角大楼、戴维营、里奇堡、麦克莱伦空军基地和吉姆溪海军广播电台。克里姆林宫发言人德米特里·佩斯科夫否认目标清单的存在。
2022年2月24日，俄罗斯总统弗拉基米尔·普京在俄罗斯全面入侵乌克兰之前的电视讲话中表示，俄罗斯“今天是世界上最强大的核国家之一……任何人都不应该拥有任何核武器”。 怀疑对我国的直接攻击是否会导致任何潜在侵略者的失败和可怕后果。” 普京后来在同一次讲话中表示：“现在对那些可能试图干预正在发生的事件的人说几句重要、非常重要的话。无论谁试图阻止我们，尤其是对我们的国家、我们的人民制造威胁 ，应该知道俄罗斯的反应将是立即的，并将导致你们历史上从未经历过的后果。”2022年2月27日，普京公开将其核力量置于戒备状态，表示北约权力机构发表了“攻击性言论”。4月14日，《纽约时报》报道了中央情报局局长威廉·伯恩斯的评论，他表示“潜在的绝望”可能导致普京总统下令使用战术核武器。2022年9月21日，就在宣布吞并乌克兰其他部分的前几天，普京在一次全国电视讲话中声称，北约高级官员已就“对俄罗斯使用大规模杀伤性核武器”的可能性发表了声明，并表示“如果 当我们国家的领土完整受到威胁时，我们一定会使用我们所掌握的一切手段来保护俄罗斯和我们的人民……这不是虚张声势。” NBC新闻将普京的言论描述为“几乎不加掩饰”的威胁，即如果有必要，普京愿意冒核冲突的风险来赢得与乌克兰的战争。美国科学家联合会核信息项目主任汉斯·M·克里斯滕森表示，“如果你开始在战场引爆核武器，你可能会受到无法控制的放射性尘埃——它可能会落在你自己的身上。” 军队也是如此，所以在战场上这样做可能没有优势。”
根据2022年8月发表在《自然食品》杂志上的一项同行评审研究，美国和俄罗斯之间的全面核战争将直接导致3.6亿人死亡，另有50亿人死于饥饿。印度和巴基斯坦之间的小规模核战争将导致超过20亿人死亡。

### 次战略用途
与使用较大当量战略核武器相比，“次战略使用”包括使用“低当量”战术核武器或作用非常有限的可变当量战略核武器。英国议会国防特别委员会将其描述为“向对手发射一枚或有限数量的导弹，作为传达政治信息、警告或展示决心的手段”。据信，目前所有核武器国家都拥有战术核武器，但英国除外，该国于1998年退役了其战术弹头。而英国确实拥有可扩展当量的战略弹头，而这项技术往往会模糊差异。武器的“战略”、“次战略”和“战术”使用之间的区别。据信，美国、法国和英国的核潜艇至少携带一些带有拨号弹头的导弹用于此目的，可能允许对单个目标进行低至千吨（或更少）的打击。只有中华人民共和国和印度共和国拥有声明性的、无条件的“不首先使用”核武器政策。印度和巴基斯坦仅维持可信的最低威慑力。
英国国防部前核政策主任蒂姆·黑尔准将将“次战略使用”描述为“在升级过程中为政府提供了一个额外的选择，然后再进行全面战略打击，这将导致不可接受的后果”。然而，这种次战略能力被批评为可能增加使用核武器的“可接受性”。与2007年全球核武库削减的趋势相结合的是，目前所有已宣布拥有核武器的国家正在对剩余战略武器进行弹头小型化和现代化改造，使其成为更“可用”的配置。斯德哥尔摩国际和平研究所认为，这正在创造一种更容易接受使用这些武器的文化，因此增加了战争的风险，这些百万吨级核弹头的现代武器不具备与冷战时期相同的心理威慑价值。
从许多方面来说，当前恐怖平衡的变化可以被视为完全接受了从20世纪50年代艾森豪威尔的“大规模报复”主义到“灵活反应”主义的转变，这一转变在美国日益重要。此后每十年执行一次美国核战争作战计划/SIOP。例如，美国在1996年采取了一项政策，允许将其核武器瞄准拥有大规模杀伤性武器的非国家行为者（“恐怖分子”）。
核武器战术使用的另一个方面是部署在海上用于对付水面舰艇和潜艇的武器。直到1992年，美国海军舰艇（及其飞机）都部署了各种武器，如炸弹、火箭（制导和非制导）、鱼雷和深水炸弹。人们认为在冲突早期使用这种战术海军核武器更容易接受，因为平民伤亡很少。许多规划者担心这种使用可能会很快升级为大规模核战争。由于此类海上武器不受美国空军和陆军核武器附带的许可行动链接所提供的保障措施的限制，这一事实尤其加剧了这种情况。目前尚不清楚其他核国家的海军是否已在海上部署战术核武器。
2018年美国核态势评估强调美国需要拥有次战略核武器作为其核威慑的附加层。

## 核恐怖主义
非国家组织或行为者（甚至个人）的核恐怖主义在核威慑思维中是一个很大程度上不为人知且未被充分研究的因素，因为拥有核武器的国家很容易受到实物报复，而次国家或跨国行为者则可能不那么容易受到报复。苏联解体导致前苏联核武器有可能在黑市上出售（即所谓的“散装核武器”）。
对于政府相对不稳定的新兴核国家（如巴基斯坦）的核武器安全，人们也表达了许多其他担忧，但这些国家提供的声明和证据都在一定程度上消除了这些担忧，以及国家之间的合作计划。然而，许多圈子仍然担心，近年来核武器的安全性相对下降，恐怖分子或其他人可能试图控制（或使用）核武器、军事适用技术或核燃料。
另一种可能的核恐怖主义威胁是使用传统炸药（称为脏弹）在大范围内散布放射性物质的装置。 “脏弹”的引爆不会引起核爆炸，也不会释放出足以造成大量人员伤亡的辐射。然而，它可能会造成严重的破坏，并需要可能非常昂贵的净化程序并增加安全措施的支出。
放射性物质也可用于有针对性的暗杀。例如，亚历山大·利特维年科的中毒被医学专业人士描述为“一个不祥的里程碑：核恐怖主义时代的开始。”

## 生存
对大型核交换影响的预测包括在短时间内导致数百万城市居民死亡。20世纪80年代的一些预测更进一步认为全面核战争最终可能导致人类灭绝。这种预测并不总是基于冷战时期核武库的全面战争，并受到了批评。另一方面，一些政府在20世纪80年代预测，例如FEMA的CRP-2B和北约的Carte Blanche，因为于乐观而受到美国科学家联合会等团体的批评。例如，CRP-2B曾预测，80%的美国人将在与苏联的核交战中幸存下来，这一数字忽略了核战争对医疗基础设施、食品供应和生态系统的影响，并假设所有主要城市都可以幸免于难并且3-5天内成功撤离。许多冷战出版物主张做好准备工作，据称可以使大部分平民在全面核战争中生存下来，尤其是核战争生存技能。
为了避免核武器的热闪光和爆炸效应（核武器的两种最广泛的即时效应）造成伤害和死亡，早期冷战时期的同名电影教导儿童们要躲避和掩护，在发生核恐怖袭击时再次提出此类建议。
普鲁士蓝，“Radiogardase”或碘化钾，作为治疗内部暴露于沉降物中有害放射性同位素的药物。
关于适应核战争后不断变化的饮食和供应营养食物来源的出版物，特别关注农业放射生态学，包括兰德公司的《攻击后环境中的营养》。
英国政府开发了一种在核攻击期间使用的公共警报系统，预计在爆炸前发出四分钟警告。 美国预计警告时间从半小时（对于陆基导弹）到不到三分钟（对于潜基武器）不等。许多国家都制定了核攻击或类似灾难后政府连续性的计划。这些范围从旨在确保某种形式的政府领导层生存的指定幸存者到苏联死手系统，即使所有苏联领导层都被摧毁，该系统也允许报复。核潜艇收到了最后手段的信件：在敌方核打击摧毁政府的情况下采取何种行动的命令。
世界上许多其他国家已做出巨大努力，以最大限度地提高在发生自然和人为重大灾难时的生存前景。例如，朝鲜平壤的地铁站建在地下110米处，旨在作为战争时的核掩体，每个车站入口都建有厚钢防爆门。私人资助的放射性尘埃避难所的一个例子是加拿大安大略省的方舟二号避难所，其建造的自主避难所的重点是战后联网和重建。在瑞士，大多数家庭都有地下防爆和防尘室。该国的此类庇护所容量过剩，可容纳的人数略多于全国人口规模。
虽然上述核辐射避难所是发生核灾难时防止危险辐射暴露的理想长期防护方法，但还需要为医疗和安保人员配备移动防护设备，以安全地协助收容、疏散和撤离。由于核爆炸而产生的许多其他必要的公共安全目标。有许多基本的屏蔽策略可用于防止外部辐射环境中放射性物质的沉积。防止内部沉积的呼吸器用于防止吸入和摄入放射性物质，而皮肤防护设备用于防止物质沉积在皮肤、头发和衣服等外部结构上。虽然这些保护策略确实稍微减少了暴露，但它们几乎无法提供针对外部穿透伽马辐射的保护，这是急性辐射综合症的原因，并且在高剂量下可能极其致命。当然，保护整个身体免受高能伽马辐射的影响是最佳选择，但提供足够衰减所需的质量使得功能性运动几乎不可能。
最近的科学研究表明，部分身体屏蔽作为抵御外部穿透伽马辐射的可行保护策略是可行的。 该概念的基础是仅向对辐射最敏感的器官和组织提供足够的衰减，以努力推迟急性辐射综合症的发作，急性辐射综合症是高剂量伽马辐射对人类最直接的威胁。急性辐射综合症是高能辐射暴露造成不可逆的骨髓损伤的结果。由于骨髓中发现的造血干细胞具有再生特性，因此只需保护足够的骨髓即可用屏蔽电源重新填充身体的暴露区域。由于人体50%的骨髓供应储存在骨盆区域，该区域也靠近腹部其他放射敏感器官，因此下躯干是作为主要保护目标的合理选择。